# Mosquita y Mari
Mosquita y Mari è un film del 2012 diretto da Aurora Guerrero.
È stato presentato in anteprima il 22 gennaio 2012 al Sundance Film Festival.

## Trama
Huntington Park, zona est di Los Angeles. Yolanda ha 15 anni ed è figlia di immigrati sudamericani dediti al lavoro. La vita monotona della giovane verrà spezzata dall'incontro con Mari, una coetanea appena trasferitasi nella stessa strada della famiglia Olveros. Tra Yolanda e Mari nasce subito un'amicizia profonda, caratterizzata dalla gelosia di entrambe e dal disinteresse per il sesso opposto. Il loro rapporto comincia a sgretolarsi quando Mari, di famiglia povera, perde il lavoro e il rendimento scolastico di Yoli crolla improvvisamente.